# 邱個
邱個（1981年11月03日—）本名邱文彥，又稱小邱、邱grr、SBD邱哥。出生於台中市，現居台北市，畢業於國立清華大學。台灣樂團回聲樂團（echo）的貝斯手、YouTube節目製作、健力比賽播報員，主持節目有Podcast節目《邱個Podcast》、Youtube頻道《SBD Taiwan邱個》。回聲樂團曾入圍第22屆流行音樂金曲獎最佳樂團。
2022年，邱個憑著〈許家豪【重返榮耀】健美賽事紀錄片 【健美傳奇 | SBD人物誌】〉獲得第4屆走鐘獎最佳紀錄片獎。
2023年他再憑〈台灣大力士紀錄片【SBD人物誌】〉獲得第5屆走鐘獎最佳剪輯獎。
經常在其線上經營的社群、自媒體，公開回覆網友兩岸相關評論，有明確政治立場，具濃厚台獨色彩。
政治立場態度轉變：
因2024海椰絲大力士事件，被網友譽為「中國台灣大力士之父」。

## 職業生涯
從清華大學畢業後踏入電子業，同時一邊擔任回聲樂團的貝斯手錄音、表演、到台灣大大小小的音樂祭演出，一邊工作負責歐洲客戶，到歐陸各地出差、研發製造影像產品。陸續發行專輯2004年的《最後旅行》、2007年《巴士底之日》、2010年《處女空氣》、2014年《獻給生命中的純粹》，多張EP與現場專輯。
2011年，回聲樂團以《處女空氣》專輯，提名入圍第22屆流行音樂金曲獎最佳樂團獎。
2015年，回聲樂團放下玩了十多年的樂團，暫別舞台一段時間，2016年被網路溫度計提名十大台灣獨立樂團第八名。
2018年，轉換跑道至健身產業代理健身護具、贊助中華隊選手。常常到國外跟拍健力、舉重等的國際賽事，分享及提供台灣觀眾最新戰況。暫別回聲樂團貝斯手的邱文彥，現為健身護具代理人、Youtuber、Podcaster、健力與舉重比賽的主播。為台灣首屆的台灣大力士比賽主辦者。
2022年，Youtube頻道《SBD Taiwan 邱個》入圍了第4屆走鐘獎三個獎項：運動健身獎、最佳影片獎、最佳紀錄片獎，最後也以〈許家豪【重返榮耀】健美賽事紀錄片 【健美傳奇 | SBD人物誌】〉獲得最佳紀錄片獎。
2023年，《SBD Taiwan 邱個》入圍了第5屆走鐘獎兩個獎項：運動健身獎、最佳剪輯獎，以〈高級的快樂｜邱個 - 台灣大力士紀錄片【SBD人物誌】〉獲得最佳剪輯獎。

## 個人生活
邱個在2015年多了＂爸爸＂這個的新身分。

## 主持節目

### Podcast節目
- 《邱個 Podcast》[23]

### Youtube頻道
- 《SBD Taiwan邱個》[24]
- 《SBD怪獸講堂》[25][26][27][28]

## 獎項與提名
| 年份 | 獎項         | 類別           | 入圍項目                                                                                             | 結果 | 備註   |
| ---- | ------------ | -------------- | --- | ---- | ------ |
| 2011 | 第22屆金曲獎 | 最佳樂團獎     | 回聲樂團《處女空氣 VIRGIN AIR》                                                                      | 提名 |        |
| 2022 | 第4屆走鐘獎  | 運動健身獎     | 《SBD Taiwan 邱個》 對健力的熱愛，傳承下去｜中華隊學姊 - 許小莉【SBD人物誌】                         | 提名 | [ 29 ] |
| 2022 | 第4屆走鐘獎  | 年度最佳影片獎 | 《SBD Taiwan 邱個》 許家豪【重返榮耀】健美賽事紀錄片【健美傳奇 \| SBD人物誌】                        | 提名 |        |
| 2022 | 第4屆走鐘獎  | 最佳紀錄片獎   | 《SBD Taiwan 邱個》 許家豪【重返榮耀】健美賽事紀錄片【健美傳奇 \| SBD人物誌】                        | 獲獎 |        |
| 2023 | 第5屆走鐘獎  | 運動健身獎     | 《SBD Taiwan 邱個》 祖靈的大腿！深蹲440kg 世界紀錄保持人 - 楊森【SBD人物誌】                         | 提名 |        |
| 2023 | 第5屆走鐘獎  | 最佳剪輯獎     | 《SBD Taiwan 邱個》 高級的快樂｜邱個 - 台灣大力士紀錄片【SBD人物誌】                                 | 獲獎 |        |
| 2024 | 第6屆走鐘獎  | 最佳製作人獎   | 《SBD Taiwan 邱個》 世界上最強健力比賽！沒有之一！【 SBD Sheffield 2023 健力明星邀請賽 】開箱SBD總部 | 提名 | [ 30 ] |

## 書籍
| 年份   | 書名            | 作者     | 附註   |
| ------ | --------------- | -------- | ------ |
| 2008年 | 《晚安‧巴士底》 | 回聲樂團 | [ 31 ] |

## 外部連結
- 邱個的Instagram帳戶
- 邱個的Facebook專頁
- 回聲樂團官方網站（页面存档备份，存于）